# Benson (Minnesota)
Benson é uma cidade localizada no estado americano de Minnesota, no Condado de Swift.

## Demografia
Segundo o censo americano de 2000, a sua população era de 3376 habitantes. 
Em 2006, foi estimada uma população de 3129, um decréscimo de 247 (-7.3%).

## Geografia
De acordo com o United States Census Bureau tem uma área de 
6,4 km², dos quais 6,4 km² cobertos por terra e 0,0 km² cobertos por água. Benson localiza-se a aproximadamente 319 m acima do nível do mar.

## Transportes
- Aeroporto Municipal de Benson (Minnesota)

## Localidades na vizinhança
O diagrama seguinte representa as localidades num raio de 28 km ao redor de Benson. 